# SuperLega de 2021–22
A SuperLega de 2021–22 foi a 77.ª edição da primeira divisão do campeonato italiano de voleibol, competição esta organizada pela Lega Pallavolo Serie A, consórcio de clubes filiado à Federação Italiana de Voleibol (FIPAV), por questões de patrocinadores chamada de "SuperLega Credem Banca". Participaram do torneio treze equipes provenientes de doze províncias italianas.
O Cucine Lube Civitanova conquistou seu sétimo título nacional – o terceiro consecutivo – após fechar a série "melhor de cinco" em 3 a 1 contra o Sir Safety Perugia. O central Robertlandy Simón foi eleito o melhor jogador da fase final.

## Equipes participantes
| Equipe Nome fantasia                               | Cidade         | Ginásio                                                        | Capacidade | Temporada 2020-21                     |
| -------------------------------------------------- | -------------- | -------------------------------------------------------------- | ---------- | ------------------------------------- |
| Verona Volley                                      | Verona         | PalaOlimpia Vibo Valentia                                      | 5 350      | 8º colocado                           |
| Callipo Sport Tonno Callipo Calabria Vibo Valentia | Vibo Valentia  | PalaValentia Vibo Valentia                                     | 2 500      | 12º colocado                          |
| Cucine Lube Civitanova                             | Treia          | PalaCivitanova Civitanova Marche                               | 4 200      | Campeão                               |
| Volley Milano Vero Volley Monza                    | Milão          | Palazzetto dello Sport (Monza) Monza                           | 4 500      | 4º colocado                           |
| Modena Volley Leo Shoes PerkinElmer Modena         | Módena         | PalaPanini Módena                                              | 6 000      | 5º colocado                           |
| Pallavolo Padova Kioene Padova                     | Pádua          | PalaSanLazzaro Pádua                                           | 3 916      | 11º colocado                          |
| Porto Robur Costa Consar Ravenna                   | Ravena         | PalaDeAndré Ravena                                             | 3 500      | 9º colocado                           |
| Powervolley Milano Allianz Milano                  | Milão          | PalaYamamay Busto Arsizio                                      | 5 000      | 6º colocado                           |
| Sir Safety Perugia Sir Safety Conad Perugia        | Perúgia        | PalaEvangelisti Perúgia                                        | 4 500      | Vice-campeão                          |
| Top Volley Top Volley Cisterna                     | Latina (Lácio) | Palazzetto dello Sport (Cisterna di Latina) Cisterna di Latina | 3 500      | 10º colocado                          |
| Trentino Volley Itas Trentino                      | Trento         | PalaTrento Trento                                              | 4 000      | 3º colocado                           |
| Gas Sales Bluenergy Piacenza                       | Placência      | PalaBlanca Placência                                           | 3 700      | 7º colocado                           |
| Prisma Taranto Volley Gioiella Prisma Taranto      | Tarento        | PalaMazzola Tarento                                            | 5 000      | Campeão das eliminatórias da Série A2 |

## Regulamento
Fase classificatória: disputada em dois turnos, onde todos os clubes se enfrentaram, com jogos em casa e fora, num total de vinte e seis dias. Os oito primeiros classificados obtiveram acesso aos playoffs, enquanto os dois últimos classificados foram rebaixados para a Série A2.
Playoffs: foi disputada em quartas de finais (melhor de três) e as semifinais e finais (melhor de cinco).

## Fase classificatória

### Classificação
- Vitória por 3 sets a 0 ou 3 a 1: 3 pontos para o vencedor;
- Vitória por 3 sets a 2: 2 pontos para o vencedor e 1 ponto para o perdedor.
- Não comparecimento, a equipe perde 2 pontos.
- Em caso de igualdade por pontos, os seguintes critérios servem como desempate: número de vitórias, média de sets e média de pontos.

|  |                                                    |
|  | Equipes classificadas para as quartas de final     |
|  | Equipes classificadas para os playoffs do 5º lugar |
|  | Equipes rebaixadas para a Série A2 de 2022–23      |

|     |                        |     | Jogos | Jogos | Jogos | Resultados | Resultados | Resultados | Resultados | Resultados | Resultados | Sets | Sets | Sets  | Pontos | Pontos | Pontos |
| Pos | Equipe                 | Pts | T     | V     | D     | 3–0        | 3–1        | 3–2        | 2–3        | 1–3        | 0–3        | V    | P    | R     | V      | P      | R      |
| --- | ---------------------- | --- | ----- | ----- | ----- | ---------- | ---------- | ---------- | ---------- | ---------- | ---------- | ---- | ---- | ----- | ------ | ------ | ------ |
| 1   | Sir Safety Perugia     | 67  | 24    | 22    | 2     | 11         | 10         | 1          | 2          | 0          | 0          | 70   | 18   | 3.889 | 2136   | 1809   | 1.181  |
| 2   | Cucine Lube Civitanova | 57  | 24    | 19    | 5     | 15         | 3          | 1          | 1          | 3          | 1          | 62   | 20   | 3.100 | 1957   | 1735   | 1.128  |
| 3   | Trentino Volley        | 53  | 24    | 17    | 7     | 7          | 8          | 2          | 4          | 0          | 3          | 59   | 33   | 1.788 | 2146   | 1935   | 1.109  |
| 4   | Modena Volley          | 51  | 24    | 18    | 6     | 7          | 6          | 5          | 2          | 4          | 0          | 62   | 34   | 1.824 | 2250   | 2092   | 1.076  |
| 5   | Powervolley Milano     | 41  | 24    | 13    | 11    | 5          | 5          | 3          | 5          | 1          | 5          | 50   | 44   | 1.136 | 2134   | 2085   | 1.024  |
| 6   | Gas Sales Piacenza     | 37  | 24    | 12    | 12    | 6          | 4          | 2          | 3          | 5          | 4          | 47   | 44   | 1.068 | 2057   | 2060   | 0.999  |
| 7   | Volley Milano          | 31  | 24    | 11    | 13    | 4          | 3          | 4          | 2          | 5          | 6          | 42   | 50   | 0.840 | 2024   | 2057   | 0.984  |
| 8   | Top Volley             | 30  | 24    | 10    | 14    | 3          | 4          | 3          | 3          | 7          | 4          | 43   | 52   | 0.827 | 2126   | 2161   | 0.984  |
| 9   | Verona Volley          | 27  | 24    | 10    | 14    | 0          | 6          | 4          | 1          | 5          | 8          | 37   | 56   | 0.661 | 2053   | 2149   | 0.955  |
| 10  | Prisma Taranto Volley  | 26  | 24    | 8     | 16    | 4          | 3          | 1          | 3          | 7          | 6          | 37   | 53   | 0.698 | 1942   | 2094   | 0.927  |
| 11  | Pallavolo Padova       | 24  | 24    | 9     | 15    | 1          | 3          | 5          | 2          | 6          | 7          | 37   | 58   | 0.638 | 2052   | 2170   | 0.946  |
| 12  | Callipo Sport          | 22  | 24    | 7     | 17    | 3          | 3          | 1          | 2          | 5          | 10         | 30   | 56   | 0.536 | 1890   | 2019   | 0.936  |
| 13  | Porto Robur Costa      | 2   | 24    | 0     | 24    | 0          | 0          | 0          | 2          | 10         | 12         | 14   | 72   | 0.194 | 1694   | 2095   | 0.809  |

### Resultados
| Casa/Fora              | MIL | POR | CIV | PIA | TAR | TRE | PAD | MOD | PER | VIB | TOP | MON | VER |
| ---------------------- | --- | --- | --- | --- | --- | --- | --- | --- | --- | --- | --- | --- | --- |
| Powervolley Milano     | —   | 3–1 | 0–3 | 3–1 | 3–1 | 0–3 | 3–1 | 2–3 | 1–3 | 3–0 | 2–3 | 3–2 | 3–1 |
| Porto Robur Costa      | 2–3 | —   | 0–3 | 1–3 | 0–3 | 0–3 | 1–3 | 0–3 | 0–3 | 1–3 | 1–3 | 1–3 | 1–3 |
| Cucine Lube Civitanova | 3–0 | 3–0 | —   | 2–3 | 3–0 | 3–2 | 3–0 | 3–1 | 1–3 | 3–0 | 3–1 | 3–0 | 3–0 |
| Gas Sales Piacenza     | 3–2 | 3–1 | 0–3 | —   | 3–0 | 1–3 | 3–0 | 2–3 | 0–3 | 3–0 | 3–1 | 3–0 | 3–0 |
| Prisma Taranto Volley  | 2–3 | 3–0 | 0–3 | 3–1 | —   | 1–3 | 3–0 | 3–1 | 1–3 | 1–3 | 3–1 | 2–3 | 3–0 |
| Trentino Volley        | 3–2 | 3–0 | 3–1 | 3–1 | 3–0 | —   | 2–3 | 2–3 | 3–2 | 3–0 | 3–0 | 3–1 | 3–0 |
| Pallavolo Padova       | 0–3 | 3–2 | 0–3 | 3–2 | 2–3 | 1–3 | —   | 0–3 | 1–3 | 3–1 | 3–2 | 0–3 | 3–0 |
| Modena Volley          | 3–0 | 3–1 | 3–1 | 1–3 | 3–1 | 3–0 | 3–1 | —   | 2–3 | 3–0 | 2–3 | 3–0 | 3–0 |
| Sir Safety Perugia     | 3–0 | 3–0 | 3–0 | 3–1 | 3–0 | 3–0 | 3–1 | 2–3 | —   | 3–0 | 3–0 | 3–1 | 3–0 |
| Callipo Sport          | 0–3 | 3–0 | 0–3 | 0–3 | 3–1 | 1–3 | 3–2 | 1–3 | 0–3 | —   | 2–3 | 2–3 | 3–0 |
| Top Volley             | 0–3 | 3–0 | 0–3 | 3–0 | 3–1 | 3–0 | 1–3 | 2–3 | 1–3 | 3–1 | —   | 2–3 | 1–3 |
| Volley Milano          | 0–3 | 3–0 | 0–3 | 3–0 | 3–0 | 1–3 | 2–3 | 3–1 | 1–3 | 0–3 | 3–1 | —   | 3–2 |
| Verona Volley          | 3–2 | 3–1 | 1–3 | 3–2 | 3–2 | 3–2 | 3–1 | 1–3 | 1–3 | 3–1 | 1–3 | 3–1 | —   |

Fonte: Lega Pallavolo Serie A

## Playoffs
|  | Quartas de final          | Quartas de final          | Quartas de final          | Quartas de final          | Quartas de final          |    |                        | Semifinais     | Semifinais      | Semifinais     | Semifinais     | Semifinais     | Semifinais     | Semifinais     |  |  | Final        | Final              | Final        | Final        | Final        | Final        | Final        |
|  | 27 de março – 10 de abril | 27 de março – 10 de abril | 27 de março – 10 de abril | 27 de março – 10 de abril | 27 de março – 10 de abril |    |                        | 14–27 de abril | 14–27 de abril  | 14–27 de abril | 14–27 de abril | 14–27 de abril | 14–27 de abril | 14–27 de abril |  |  | 1–11 de maio | 1–11 de maio       | 1–11 de maio | 1–11 de maio | 1–11 de maio | 1–11 de maio | 1–11 de maio |
|  |                           |                           |                           |                           |                           |    |                        |                |                 |                |                |                |                |                |  |  |              |                    |              |              |              |              |              |
|  | 1º                        | Sir Safety Perugia        | 3                         | 3                         |                           |    |                        |                |                 |                |                |                |                |                |  |  |              |                    |              |              |              |              |              |
|  | 8º                        | Top Volley                | 1                         | 0                         |                           |    |                        |                |                 |                |                |                |                |                |  |  |              |                    |              |              |              |              |              |
|  | 8º                        | Top Volley                | 1                         | 0                         |                           | 1º | Sir Safety Perugia     | 1              | 3               | 2              | 3              | 3              |                |                |  |  |              |                    |              |              |              |              |              |
|  |                           |                           |                           |                           |                           | 1º | Sir Safety Perugia     | 1              | 3               | 2              | 3              | 3              |                |                |  |  |              |                    |              |              |              |              |              |
|  |                           | 4º                        | Modena Volley             | 3                         | 1                         | 3  | 2                      | 1              |                 |                |                |                |                |                |  |  |              |                    |              |              |              |              |              |
|  | 4º                        | 4º                        | Modena Volley             | 3                         | 1                         | 3  | 2                      | 1              | Modena Volley   | 3              | 3              |                |                |                |  |  |              |                    |              |              |              |              |              |
|  | 4º                        |                           |                           |                           |                           |    |                        |                | Modena Volley   | 3              | 3              |                |                |                |  |  |              |                    |              |              |              |              |              |
|  | 5º                        | Powervolley Milano        | 0                         | 2                         |                           |    |                        |                |                 |                |                |                |                |                |  |  |              |                    |              |              |              |              |              |
|  |                           |                           |                           |                           |                           |    |                        |                |                 |                |                |                |                |                |  |  | 1º           | Sir Safety Perugia | 2            | 0            | 3            | 0            |              |
|  |                           |                           | 2º                        | Cucine Lube Civitanova    | 3                         | 3  | 1                      | 3              |                 |                |                |                |                |                |  |  |              |                    |              |              |              |              |              |
|  | 2º                        | Cucine Lube Civitanova    | 3                         | 3                         |                           |    |                        |                |                 |                |                |                |                |                |  |  |              |                    |              |              |              |              |              |
|  | 7º                        | Volley Milano             | 0                         | 1                         |                           |    |                        |                |                 |                |                |                |                |                |  |  |              |                    |              |              |              |              |              |
|  | 7º                        | Volley Milano             | 0                         | 1                         |                           | 2º | Cucine Lube Civitanova | 0              | 0               | 3              | 3              | 3              |                |                |  |  |              |                    |              |              |              |              |              |
|  |                           |                           |                           |                           |                           | 2º | Cucine Lube Civitanova | 0              | 0               | 3              | 3              | 3              |                |                |  |  |              |                    |              |              |              |              |              |
|  |                           | 3º                        | Trentino Volley           | 3                         | 3                         | 0  | 1                      | 2              |                 |                |                |                |                |                |  |  |              |                    |              |              |              |              |              |
|  | 3º                        | 3º                        | Trentino Volley           | 3                         | 3                         | 0  | 1                      | 2              | Trentino Volley | 3              | 2              | 3              |                |                |  |  |              |                    |              |              |              |              |              |
|  | 3º                        |                           |                           |                           |                           |    |                        |                | Trentino Volley | 3              | 2              | 3              |                |                |  |  |              |                    |              |              |              |              |              |
|  | 6º                        | Gas Sales Piacenza        | 0                         | 3                         | 0                         |    |                        |                |                 |                |                |                |                |                |  |  |              |                    |              |              |              |              |              |

### Quartas de final
1º Jogo
| Data   | Hora  |                        | Placar |                    | Set 1 | Set 2 | Set 3 | Set 4 | Set 5 | Total | Relatório |
| ------ | ----- | ---------------------- | ------ | ------------------ | ----- | ----- | ----- | ----- | ----- | ----- | --------- |
| 27 mar | 18:00 | Sir Safety Perugia     | 3–1    | Top Volley         | 25–15 | 19–25 | 25–17 | 26–24 |       | 95–81 | Relatório |
| 27 mar | 18:00 | Modena Volley          | 3–0    | Powervolley Milano | 25–13 | 25–22 | 25–23 |       |       | 75–58 | Relatório |
| 27 mar | 18:00 | Cucine Lube Civitanova | 3–0    | Volley Milano      | 27–25 | 25–16 | 25–17 |       |       | 77–58 | Relatório |
| 26 mar | 20:30 | Trentino Volley        | 3–0    | Gas Sales Piacenza | 27–25 | 25–20 | 25–16 |       |       | 77–61 | Relatório |

2º Jogo
| Data  | Hora  |                    | Placar |                        | Set 1 | Set 2 | Set 3 | Set 4 | Set 5 | Total   | Relatório |
| ----- | ----- | ------------------ | ------ | ---------------------- | ----- | ----- | ----- | ----- | ----- | ------- | --------- |
| 3 abr | 18:00 | Top Volley         | 0–3    | Sir Safety Perugia     | 23–25 | 20–25 | 20–25 |       |       | 63–75   | Relatório |
| 3 abr | 18:00 | Powervolley Milano | 2–3    | Modena Volley          | 25–17 | 14–25 | 25–22 | 18–25 | 13–15 | 95–104  | Relatório |
| 2 abr | 18:00 | Volley Milano      | 1–3    | Cucine Lube Civitanova | 26–28 | 25–19 | 17–25 | 23–25 |       | 91–97   | Relatório |
| 3 abr | 18:00 | Gas Sales Piacenza | 3–2    | Trentino Volley        | 21–25 | 29–31 | 25–19 | 25–20 | 24–22 | 124–117 | Relatório |

3º Jogo
| Data   | Hora  |                 | Placar |                    | Set 1 | Set 2 | Set 3 | Set 4 | Set 5 | Total | Relatório |
| ------ | ----- | --------------- | ------ | ------------------ | ----- | ----- | ----- | ----- | ----- | ----- | --------- |
| 10 abr | 18:00 | Trentino Volley | 3–0    | Gas Sales Piacenza | 25–22 | 25–19 | 25–21 |       |       | 75–62 | Relatório |

### Semifinais
1º Jogo
| Data   | Hora  |                        | Placar |                 | Set 1 | Set 2 | Set 3 | Set 4 | Set 5 | Total | Relatório |
| ------ | ----- | ---------------------- | ------ | --------------- | ----- | ----- | ----- | ----- | ----- | ----- | --------- |
| 13 abr | 20:30 | Sir Safety Perugia     | 1–3    | Modena Volley   | 22–25 | 25–22 | 22–25 | 20–25 |       | 89–97 | Relatório |
| 14 abr | 20:30 | Cucine Lube Civitanova | 0–3    | Trentino Volley | 26–28 | 20–25 | 23–25 |       |       | 69–78 | Relatório |

2º Jogo
| Data   | Hora  |                 | Placar |                        | Set 1 | Set 2 | Set 3 | Set 4 | Set 5 | Total | Relatório |
| ------ | ----- | --------------- | ------ | ---------------------- | ----- | ----- | ----- | ----- | ----- | ----- | --------- |
| 17 abr | 18:00 | Modena Volley   | 1–3    | Sir Safety Perugia     | 23–25 | 25–22 | 21–25 | 21–25 |       | 90–97 | Relatório |
| 18 abr | 18:00 | Trentino Volley | 3–0    | Cucine Lube Civitanova | 25–20 | 25–21 | 25–23 |       |       | 75–64 | Relatório |

3º Jogo
| Data   | Hora  |                        | Placar |                 | Set 1 | Set 2 | Set 3 | Set 4 | Set 5 | Total   | Relatório |
| ------ | ----- | ---------------------- | ------ | --------------- | ----- | ----- | ----- | ----- | ----- | ------- | --------- |
| 20 abr | 20:30 | Sir Safety Perugia     | 2–3    | Modena Volley   | 26–24 | 25–22 | 16–25 | 29–31 | 13–15 | 109–117 | Relatório |
| 21 abr | 20:30 | Cucine Lube Civitanova | 3–0    | Trentino Volley | 25–16 | 25–19 | 25–17 |       |       | 75–52   | Relatório |

4º Jogo
| Data   | Hora  |                 | Placar |                        | Set 1 | Set 2 | Set 3 | Set 4 | Set 5 | Total  | Relatório |
| ------ | ----- | --------------- | ------ | ---------------------- | ----- | ----- | ----- | ----- | ----- | ------ | --------- |
| 24 abr | 18:00 | Modena Volley   | 2–3    | Sir Safety Perugia     | 25–21 | 17–25 | 16–25 | 25–19 | 12–15 | 95–105 | Relatório |
| 24 abr | 18:00 | Trentino Volley | 1–3    | Cucine Lube Civitanova | 19–25 | 29–27 | 22–25 | 22–25 |       | 92–102 | Relatório |

5º Jogo
| Data   | Hora  |                        | Placar |                 | Set 1 | Set 2 | Set 3 | Set 4 | Set 5 | Total   | Relatório |
| ------ | ----- | ---------------------- | ------ | --------------- | ----- | ----- | ----- | ----- | ----- | ------- | --------- |
| 27 abr | 20:30 | Sir Safety Perugia     | 3–1    | Modena Volley   | 19–25 | 25–20 | 27–25 | 25–15 |       | 96–85   | Relatório |
| 27 abr | 20:30 | Cucine Lube Civitanova | 3–2    | Trentino Volley | 27–29 | 25–21 | 21–25 | 25–15 | 15–11 | 113–101 | Relatório |

### Final
| Data   | Hora  |                        | Placar |                        | Set 1 | Set 2 | Set 3 | Set 4 | Set 5 | Total   | Relatório |
| ------ | ----- | ---------------------- | ------ | ---------------------- | ----- | ----- | ----- | ----- | ----- | ------- | --------- |
| 1 mai  | 18:00 | Sir Safety Perugia     | 2–3    | Cucine Lube Civitanova | 17–25 | 28–26 | 25–20 | 17–25 | 13–15 | 100–111 | Relatório |
| 4 mai  | 20:30 | Cucine Lube Civitanova | 3–0    | Sir Safety Perugia     | 25–21 | 29–27 | 25–22 |       |       | 79–70   | Relatório |
| 8 mai  | 18:00 | Sir Safety Perugia     | 3–1    | Cucine Lube Civitanova | 24–26 | 25–19 | 25–18 | 26–24 |       | 100–87  | Relatório |
| 11 mai | 20:30 | Cucine Lube Civitanova | 3–0    | Sir Safety Perugia     | 25–23 | 25–16 | 25–21 |       |       | 75–60   | Relatório |

## Playoffs do 5º lugar
|  |                                         |
|  | Equipes classificadas para o final four |

### Classificação
|     |                       |     | Jogos | Jogos | Jogos | Resultados | Resultados | Resultados | Resultados | Resultados | Resultados | Sets | Sets | Sets  | Pontos | Pontos | Pontos |
| Pos | Equipe                | Pts | T     | V     | D     | 3–0        | 3–1        | 3–2        | 2–3        | 1–3        | 0–3        | V    | P    | R     | V      | P      | R      |
| --- | --------------------- | --- | ----- | ----- | ----- | ---------- | ---------- | ---------- | ---------- | ---------- | ---------- | ---- | ---- | ----- | ------ | ------ | ------ |
| 1   | Gas Sales Piacenza    | 14  | 5     | 5     | 0     | 3          | 1          | 1          | 0          | 0          | 0          | 15   | 3    | 5,000 | 435    | 385    | 1.130  |
| 2   | Top Volley            | 10  | 5     | 3     | 2     | 2          | 1          | 0          | 1          | 0          | 1          | 11   | 7    | 1.571 | 427    | 374    | 1.142  |
| 3   | Volley Milano         | 9   | 5     | 3     | 2     | 1          | 2          | 0          | 0          | 0          | 2          | 9    | 8    | 1.125 | 360    | 385    | 0.935  |
| 4   | Verona Volley         | 6   | 5     | 2     | 3     | 1          | 0          | 1          | 1          | 2          | 0          | 10   | 11   | 0.909 | 453    | 480    | 0.944  |
| 5   | Powervolley Milano    | 6   | 5     | 2     | 3     | 1          | 1          | 0          | 0          | 3          | 0          | 9    | 10   | 0.900 | 442    | 438    | 1.009  |
| 6   | Prisma Taranto Volley | 0   | 5     | 0     | 5     | 0          | 0          | 0          | 0          | 0          | 5          | 0    | 15   | 0,000 | 332    | 387    | 0.858  |

### Resultados
1ª rodada
| Data   | Hora  |                    | Placar |                       | Set 1 | Set 2 | Set 3 | Set 4 | Set 5 | Total | Relatório |
| ------ | ----- | ------------------ | ------ | --------------------- | ----- | ----- | ----- | ----- | ----- | ----- | --------- |
| 16 apr | 20:30 | Powervolley Milano | 1–3    | Volley Milano         | 25–13 | 23–25 | 23–25 | 18–25 |       | 89–88 | Relatório |
| 17 apr | 18:00 | Gas Sales Piacenza | 3–0    | Top Volley            | 25–18 | 25–22 | 25–22 |       |       | 75–62 | Relatório |
| 17 apr | 18:00 | Verona Volley      | 3–0    | Prisma Taranto Volley | 28–26 | 25–22 | 25–17 |       |       | 78–65 | Relatório |

2ª rodada
| Data   | Hora  |                       | Placar |                    | Set 1 | Set 2 | Set 3 | Set 4 | Set 5 | Total | Relatório |
| ------ | ----- | --------------------- | ------ | ------------------ | ----- | ----- | ----- | ----- | ----- | ----- | --------- |
| 23 abr | 18:00 | Volley Milano         | 3–1    | Verona Volley      | 25–23 | 17–25 | 25–13 | 25–16 |       | 92–77 | Relatório |
| 24 abr | 16:30 | Prisma Taranto Volley | 0–3    | Gas Sales Piacenza | 25–27 | 20–25 | 24–26 |       |       | 69–78 | Relatório |
| 24 abr | 18:00 | Powervolley Milano    | 1–3    | Top Volley         | 20–25 | 25–21 | 21–25 | 16–25 |       | 82–96 | Relatório |

3ª rodada
| Data   | Hora  |                    | Placar |                       | Set 1 | Set 2 | Set 3 | Set 4 | Set 5 | Total  | Relatório |
| ------ | ----- | ------------------ | ------ | --------------------- | ----- | ----- | ----- | ----- | ----- | ------ | --------- |
| 27 abr | 20:30 | Top Volley         | 3–0    | Prisma Taranto Volley | 25–15 | 31–29 | 25–22 |       |       | 81–66  | Relatório |
| 27 abr | 20:30 | Gas Sales Piacenza | 3–0    | Volley Milano         | 25–17 | 25–20 | 25–23 |       |       | 75–60  | Relatório |
| 27 abr | 20:30 | Verona Volley      | 1–3    | Powervolley Milano    | 26–28 | 25–22 | 16–25 | 25–27 |       | 92–102 | Relatório |

4ª rodada
| Data   | Hora  |                       | Placar |                    | Set 1 | Set 2 | Set 3 | Set 4 | Set 5 | Total   | Relatório |
| ------ | ----- | --------------------- | ------ | ------------------ | ----- | ----- | ----- | ----- | ----- | ------- | --------- |
| 30 abr | 17:00 | Prisma Taranto Volley | 0–3    | Powervolley Milano | 17–25 | 23–25 | 23–25 |       |       | 63–75   | Relatório |
| 30 abr | 18:00 | Volley Milano         | 0–3    | Top Volley         | 16–25 | 16–25 | 13–25 |       |       | 45–75   | Relatório |
| 30 abr | 20:30 | Gas Sales Piacenza    | 3–2    | Verona Volley      | 23–25 | 25–22 | 25–19 | 20–25 | 15–9  | 108–100 | Relatório |

5ª rodada
| Data  | Hora  |                    | Placar |                       | Set 1 | Set 2 | Set 3 | Set 4 | Set 5 | Total   | Relatório |
| ----- | ----- | ------------------ | ------ | --------------------- | ----- | ----- | ----- | ----- | ----- | ------- | --------- |
| 3 mai | 17:00 | Volley Milano      | 3–0    | Prisma Taranto Volley | 25–23 | 25–23 | 25–23 |       |       | 75–69   | Relatório |
| 3 mai | 20:30 | Powervolley Milano | 1–3    | Gas Sales Piacenza    | 25–20 | 27–29 | 23–25 | 19–25 |       | 94–99   | Relatório |
| 3 mai | 20:30 | Top Volley         | 2–3    | Verona Volley         | 24–26 | 25–16 | 22–25 | 25–20 | 17–19 | 113–106 | Relatório |

### Final four
|  | Semifinais | Semifinais         | Semifinais |   |    | Final              | Final | Final |
|  |            |                    |            |   |    |                    |       |       |
|  | 1º         | Gas Sales Piacenza | 3          |   |    |                    |       |       |
|  | 4º         | Verona Volley      | 1          |   |    |                    |       |       |
|  |            |                    |            |   | 1º | Gas Sales Piacenza | 3     |       |
|  |            | 2º                 | Top Volley | 1 |    |                    |       |       |
|  | 2º         | Top Volley         | 3          |   |    |                    |       |       |
|  | 3º         | Volley Milano      | 1          |   |    |                    |       |       |

#### Semifinais
| Data  | Hora  |                    | Placar |               | Set 1 | Set 2 | Set 3 | Set 4 | Set 5 | Total | Relatório |
| ----- | ----- | ------------------ | ------ | ------------- | ----- | ----- | ----- | ----- | ----- | ----- | --------- |
| 7 mai | 20:30 | Gas Sales Piacenza | 3–1    | Verona Volley | 25–22 | 25–11 | 19–25 | 25–19 |       | 94–77 | Relatório |
| 7 mai | 20:00 | Top Volley         | 3–1    | Volley Milano | 15–25 | 25–20 | 25–22 | 26–24 |       | 91–91 | Relatório |

#### Final
| Data   | Hora  |                    | Placar |            | Set 1 | Set 2 | Set 3 | Set 4 | Set 5 | Total  | Relatório |
| ------ | ----- | ------------------ | ------ | ---------- | ----- | ----- | ----- | ----- | ----- | ------ | --------- |
| 13 mai | 20:45 | Gas Sales Piacenza | 3–1    | Top Volley | 25–23 | 25–19 | 26–28 | 25–20 |       | 101–90 | Relatório |

## Classificação final
| Posição           | Equipe                 | Classificação                |
| ----------------- | ---------------------- | ---------------------------- |
| Medalha de ouro   | Cucine Lube Civitanova | Liga dos Campeões de 2022–23 |
| Medalha de prata  | Sir Safety Perugia     | Liga dos Campeões de 2022–23 |
| Medalha de bronze | Trentino Volley        | Liga dos Campeões de 2022–23 |
| 4                 | Modena Volley          | Taça CEV de 2022–23          |
| 5                 | Gas Sales Piacenza     | Taça CEV de 2022–23          |
| 6                 | Top Volley             | SuperLega de 2022–23         |
| 7                 | Volley Milano          | SuperLega de 2022–23         |
| 8                 | Verona Volley          | SuperLega de 2022–23         |
| 9                 | Powervolley Milano     | SuperLega de 2022–23         |
| 10                | Prisma Taranto Volley  | SuperLega de 2022–23         |
| 11                | Pallavolo Padova       | SuperLega de 2022–23         |
| 12                | Callipo Sport          | Série A2 de 2022–23          |
| 13                | Porto Robur Costa      | Série A2 de 2022–23          |

## Premiação
| SuperLega de 2021–22                       |
| Marcas                                     |
| ------------------------------------------ |
| Cucine Lube Civitanova Campeão (7º título) |